# Luc Ferrandez
Ne doit pas être confondu avec Jacques Ferrandez.
Luc Ferrandez, est un homme politique, animateur et chroniqueur à la radio québécois.
Il est maire de l'arrondissement Le Plateau-Mont-Royal de 2009 à 2019 et conseiller municipal de la Ville de Montréal, au Québec (Canada). Il démissionne comme maire d'arrondissement le 14 mai 2019.
Après sa démission, il devient animateur de radio à l'antenne du 98.5 FM.

## Biographie
Luc Ferrandez naît le 7 août 1962 à Montréal.

### Formation et carrière
Dans les années 1980, il obtient un baccalauréat et une maîtrise en sciences politiques de l'Université du Québec à Montréal. Puis, il séjourne à Paris durant cinq ans, où il poursuit un troisième cycle en politiques économiques à l'École des hautes études en sciences sociales, à Paris. Il fréquente le Collège de France, l'École de science politique et l'École normale supérieure.
Avant d'entreprendre sa carrière politique, il est consultant en management et en gestion du changement pendant dix ans[source secondaire souhaitée]. À ce titre, Ferrandez collabore à la conception, à la coordination ou à la mise en œuvre de projets de qualité totale[réf. nécessaire], d'implantation de systèmes d'information SAP, de réorganisations majeures[réf. nécessaire], ainsi qu'à la mise en œuvre de divers projets[réf. nécessaire] de mobilisation, de refonte de la rémunération, de planification stratégique et de responsabilisation.
Auparavant, Ferrandez est directeur des communications chez CAE Électronique, conseiller principal en communication chez Hydro-Québec et chercheur dans un laboratoire du CNRS spécialisé sur les questions environnementales[source secondaire souhaitée].
Il considère Jean-Paul L'Allier, l'ancien maire de Québec, comme son modèle, parce qu'il a « contribué à transformer la Vieille Capitale grâce à une vision ambitieuse ».

### Maire du plateau Mont-Royal
Luc Ferrandez est élu en tant que maire pour un premier mandat en 2009, en remportant la mairie du Plateau-Mont-Royal avec 44,8 % des voix. Dès son premier mandat, il entreprend de diminuer la circulation automobile en inversant le sens de certaines rues. En plus des mesures d'aménagement urbain et de verdissement, il réussit à rétablir la santé financière de l'arrondissement.
Malgré de vives critiques, il est réélu en 2013 avec 51,3 % des voix.
Il est réélu à la mairie du Plateau en 2017 avec 65,7 % des voix, malgré les critiques de riverains et de nombreux commerçants, qui voient d'un mauvais œil les entraves à la circulation et au stationnement se multiplier dans les rues du quartier.
Au cours de ses mandats, l'élu s'est attelé à l'aménagement de pistes cyclables protégées, la création d'espaces piétonniers, la rénovation de parcs de quartier, la création d'une trentaine de ruelles vertes, la plantation de 2 500 arbres, l'embellissement de rues résidentielles et commerciales…[source secondaire souhaitée]
Depuis l'élection de Valérie Plante à la mairie de Montréal, l'élu est chargé, notamment, du dossier des grands parcs au sein du comité exécutif. Il s'implique dans le réaménagement de la rue Notre-Dame, la protection du mont Royal, la charte du piéton ou la construction de la Porte Sainte-Marie, un complexe multi-résidentiel de 1 200 logements.

### Projet Montréal
Après le départ du chef de Projet Montréal, Richard Bergeron, il est chef intérimaire du parti politique municipal et chef de l'opposition à l'hôtel de ville du 27 octobre 2014 au 3 novembre 2016,. Il cède la présidence du parti à Valérie Plante

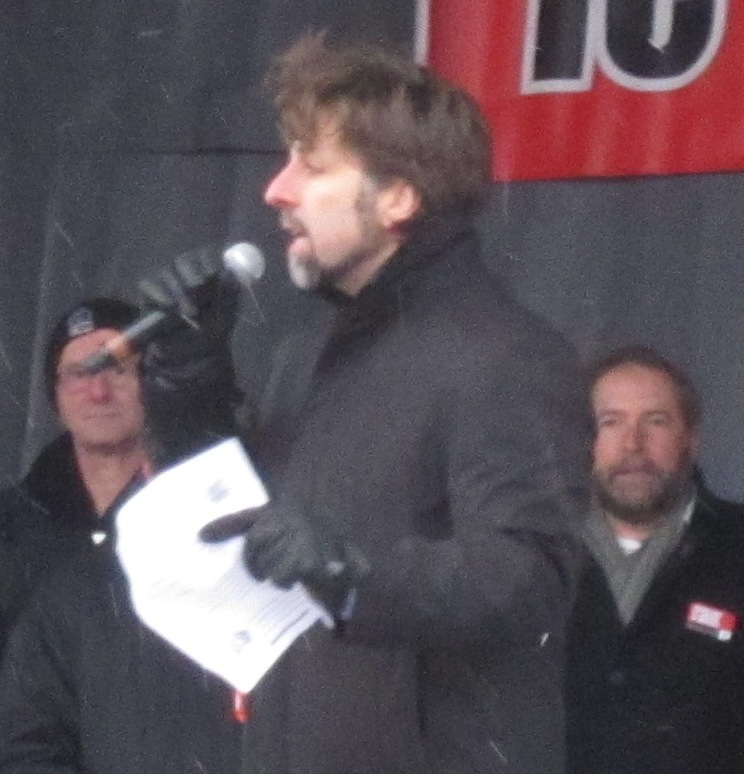

L'élu est connu pour son franc-parler et pour avoir toujours appliqué ses promesses faites au cours de ses campagnes électorales.

### Démission
Il démissionne comme maire d’arrondissement le 14 mai 2019,. Sa démission est motivée par le fait que, selon lui, l'administration municipale de Valérie Plante (Projet Montréal) ne s'engage pas suffisamment face à l'urgence climatique et l'importance des questions environnementales. Il invoque une « impression d'imposture » : « Parce que (…) ma présence au sein de cette administration contribue à rassurer bien des gens sur la valeur du travail que nous effectuons (…) En démissionnant, je souhaite faire tomber cette image et forcer le groupe à regagner la confiance de l'électorat que je représente. (…) L'interdiction du mazout à l'horizon 2030 et celle du plastique à usage unique, notamment, témoignent d'une préoccupation constante et d'une certaine capacité d’action (…) Mais ces gestes resteront anecdotiques s’ils ne s’inscrivent pas dans un plan concerté de réorientation et de ralentissement de la consommation et du développement du territoire ».
Quelques jours auparavant, il est repris par Valérie Plante, la mairesse de Montréal, pour une saillie sur les réseaux sociaux, avant le retrait de la publication du texte « Fuck you, nous autres ». Dans le message, le maire du Plateau-Mont-Royal traitait les citoyens et les élus « d'enfants-rois », ajoutant « Nous méritons amplement tous les malheurs qui nous arrivent ».

### Documentaire - Lettre d'amour à la ville
En 2022, Luc Ferrandez présente son premier documentaire, Lettre d'amour à la ville, produit chez Zone 3. Le documentaire parle avec passion des villes et de leur importance, de la responsabilité citoyenne, de la crise du logement et des pistes de solutions pour l'avenir de nos sociétés. Celui-ci existe en version télévision, mais également dans une série balado de quatre épisodes.

### Parcours radiophonique
Luc Ferrandez commence sa carrière radiophonique en mai 2019 au 98.5 FM, où il coanime le segment quotidien La Commission Ferrandez-Taillefer dans l'émission matinale Puisqu'il faut se lever animée par Paul Arcand. Partagé avec Alexandre Taillefer, ce segment aborde des enjeux sociaux, politiques et environnementaux.
Le segment évolue ensuite en Commission Ferrandez-Ravary, en collaboration avec Lise Ravary, avant de devenir, en 2021, La Commission Normandeau-Ferrandez avec Nathalie Normandeau. Ce duo marque un tournant dans la carrière radiophonique de Ferrandez en raison de la popularité grandissante du segment.
En 2022, c'est la consécration, Luc Ferrandez devient l'animateur de l'émission Sans réserve, une émission d'affaires publiques.
En 2023, l'émission du midi devient La Commission, où cette fois, Luc Ferrandez partage l'animation avec Nathalie Normandeau.
Cette émission connaît un succès constant depuis ses débuts, conservant année après année la première place des parts de marché dans la plage horaire de l'après-midi sur les ondes radiophoniques montréalaises.
En mai 2025, il tient des propos controversés en proposant d'« euthanasier des personnes handicapés », puis s'excuse par la suite. Selon le média Pivot.quebec, « il évoque la possibilité, lorsque les parents ne sont pas présents, qu’un comité de sages puisse statuer sur le droit de vie ou de mort des personnes ». Ces propos font beaucoup réagir.